# Fukaj
Fukaj, noto anche come Fukajot, pseudonimo di Aleksander Wasiluk (Stettino, 23 luglio 2003), è un rapper polacco.

## Biografia
Fukaj inizia la sua carriera musicale nel 2019, comparendo nel brano Preludium di Kax. Il 6 dicembre dello stesso anno pubblica Trademark, il suo primo singolo ufficiale, prodotto da Charlie Moncler, seguito presto da altre pubblicazioni ad inizio 2020. Durante una trasmissione di beneficenza organizzata da Mata, viene inviata una donazione per incoraggiare il rapper ad ascoltare la canzone di Fukaj Owoce. Dato il giudizio positivo di Mata, i media iniziano a interessarsi a Fukaj. Successivamente viene nominato da Quebonafide nell'ambito della campagna Hot16Challenge.
Nel 2020 Fukaj prende parte alla terza edizione di SBM Starter, un'iniziativa per promuovere artisti emergenti organizzata dall'etichetta SBM. Per SBM Starter il rapper pubblica i brani Owoce 3, Balon, Kaptur e Wczoraj, gli ultimi due in collaborazione con Szczyl. Nel gennaio 2021 viene ufficializzato l'ingresso di Fukaj nella label SBM. Durante l'anno, il rapper pubblica vari singoli, tutti prodotti da Kubi Producent: Światła miasta, Marvin Gaye, Dom diabła, Ogród e Zatapiamy się, quest'ultimo in collaborazione con Vito Bambino. Il suo primo album in studio, contenente anche i singoli precedenti, si intitola Chaos, e viene reso disponibile il 15 giugno 2021.
Nel 2022 partecipa al progetto Hotel Maffija 2, del collettivo SB Maffija. Tra la fine del 2022 e l'inizio del 2023 pubblica diversi singoli, che anticipano il suo secondo album. Tra questi vi è Nie ma cię, in collaborazione con la rapper Bambi, che ottiene un notevole successo. L'album, Preludium, esce il 21 luglio 2023, e viene ripubblicato il 4 agosto con 11 tracce aggiuntive. Il 28 dicembre Preludium riceve il disco di platino.
Nel 2024 Fukaj torna a collaborare con Kubi Producent nel singolo Woda księżycowa, realizzato insieme a Bambi e Stickxr.

## Discografia

### Da solista

#### Album in studio
- 2021 – Chaos
- 2023 – Preludium

#### EP
- 2021 – 7 dni odpoczynku EP
- 2023 – I nie zmienia się nic EP

#### Singoli
- 2019 – Trademark
- 2020 – Uwierz
- 2020 – Papierosy i Chanel
- 2020 – Berlin
- 2020 – Owoce 3
- 2020 – Balon
- 2020 – Kaptur (con Szczyl)
- 2020 – Wczoraj (con Szczyl)
- 2021 – Światła miasta
- 2021 – Marvin Gaye
- 2021 – Dom diabła
- 2021 – Ogród
- 2021 – Zatapiamy się (feat. Vito Bambino)
- 2022 – Pre-preludium
- 2022 – Gram coś na gitarze, choć nie umiem
- 2022 – To wszystko to tylko…
- 2022 – Aloha
- 2022 – Pada deszcz
- 2023 – Tatuaże
- 2023 – Owoce 33 (feat. Mata)
- 2023 – Nie ma cię (feat. Bambi)
- 2023 – Takie mam
- 2024 – Woda księżycowa (con Kubi Producent, Bambi e Stickxr)
- 2024 – W tym szaleństwie jest metoda
- 2024 – Piniata

### Con la SB Maffija

#### Mixtape
- 2022 – Hotel Maffija 2
- 2023 – Hotel Maffija 3